# ヤミと帽子と本の旅人 Extra Book
「ヤミと帽子と本の旅人 Extra Book」（ヤミとぼうしとほんのたびびと エクストラ・ブック）は、TVアニメ『ヤミと帽子と本の旅人』のドラマCDシリーズである。2004年2月4日から同年3月17日にエイベックス・マーケティングより発売された。全2枚リリース。
TVアニメ『ヤミと帽子と本の旅人』本編にはないシナリオ展開なので、番外編ドラマ、ラジオ未放送オリジナルショートストーリーを収録して、シナリオ・音響スタッフ・メインキャスト声優などもTVアニメ版スタッフが参加し、及びTVアニメ本編のオープニングテーマ・エンディングテーマのtv sizeでも収録している。オープニングテーマを歌う嘉陽愛子がメイン・キャラ「レイラ」の声優を担当。
ジャケットイラストには、ゲーム原作におけるカリスマイラストレーター・CARNELIANを描き下ろし。

## -時空の旅人-
収録内容
1. 瞳の中の迷宮（TV size） [1:33]
歌 - 嘉陽愛子
作詞 - Kenn Kato / 作曲 - 渡部チェル / 編曲 - ats-
2. レイラ before #1 [6:49]
3. レイラ before #2 [6:26]
4. レイラ before #3 [6:29]
5. レイラ before #4 [6:51]
6. ヤミと帽子と本の旅人 another story#1 [5:19]
7. ヤミと帽子と本の旅人 another story#2 [6:15]
8. ヤミと帽子と本の旅人 another story#3 [7:01]
9. ヤミと帽子と本の旅人 another story#4 [6:04]
10. 永遠の祈りを捧げて（TV size） [2:39]
歌 - 小林沙苗
作詞 - 木本慶子 / 作曲 - 梶山織江 / 編曲 - 五島翔
11. ヤミと帽子と本の旅人 extra story [4:21]

## -迷宮の行方-
収録内容
1. 瞳の中の迷宮（TV size） [1:33]
歌 - 嘉陽愛子
作詞 - Kenn Kato / 作曲 - 渡部チェル / 編曲 - ats-
2. レイラ after #1 [5:34]
3. レイラ after #2 [5:40]
4. レイラ after #3 [6:09]
5. レイラ after #4 [6:44]
6. ヤミと帽子と本の旅人 another story 2 #1 [5:47]
7. ヤミと帽子と本の旅人 another story 2 #2 [5:28]
8. ヤミと帽子と本の旅人 another story 2 #3 [6:00]
9. 永遠の祈りを捧げて（TV size） [2:39]
歌 - 小林沙苗
作詞 - 木本慶子 / 作曲 - 梶山織江 / 編曲 - 五島翔
10. ヤミと帽子と本の旅人 extra story [5:42]

## キャスト
- 葉月：能登麻美子
- リリス：小林沙苗
- レイラ・マーズ：嘉陽愛子
- ラムロ・ライン：野田順子
- ララ：ゆかな
- ケンちゃん：高木礼子
- コゲちび：清水愛
- アイコ：嘉陽愛子
- キャシー：清水香里
- ニュースアナウンサー：安元洋貴
- ネル：こやまきみこ
- トシム：神田理江
- ヒトミ：高橋美佳子
- ユージ：安元洋貴
- プーちゃん：高木礼子
- レイラの母：川崎恵理子
- アーヤ / ナレーション：福山潤